# Seregnano
Seregnano è una piccola frazione del comune di Civezzano (Provincia autonoma di Trento), situata su di una collina. Da qui si può ammirare il monte Bondone, l'Alta Valsugana con il monte Celva, Marzola, Vigolana, Pizzo di Levico, Panarotta, Costalta, e il monte soprastante Gazz. Da Seregnano, si può vedere anche il lago di Caldonazzo. 
Seregnano è una frazione che sta crescendo dal punto di vista demografico grazie alla costruzione di nuove villette, sia nella parte alta che nella parte bassa del paese.

## Monumenti e luoghi d'interesse

### Architetture religiose
- Chiesa di San Sabino, ceduta dalla famiglia Consolati alla Chiesa.

### Architetture militari
- Castello di Seregnano (famiglia Consolati).

## Particolari manifestazioni
- 24 dicembre, Festa di Natale
- Ultimi sabato e domenica di Agosto, Sagra di Seregnano